# Notogomphus butoloensis
Notogomphus butoloensis är en trollsländeart som beskrevs av Fraser 1952. Notogomphus butoloensis ingår i släktet Notogomphus och familjen flodtrollsländor. Inga underarter finns listade i Catalogue of Life.